# Stormy Daniels
Stormy Daniels, pseudonimo di Stephanie A. Gregory Clifford (Baton Rouge, 17 marzo 1979), è un'ex attrice pornografica e regista statunitense. Ha lavorato anche come sceneggiatrice e produttrice. Nel corso della sua carriera ha ricevuto numerosi riconoscimenti ed è stata inserita nella Halls of Fame da AVN, XRCO e NightMoves.

## Biografia
Nata in Louisiana, dopo il divorzio dei genitori crebbe con sua madre. Ha frequentato la Scotney Magnet High School di Baton Rouge, dove fu direttrice del giornalino di istituto e si diplomò nel 1997. Ha lavorato come centralinista di un maneggio e iniziò a studiare per diventare giornalista.
All'età di 17 anni fece un cameo con un'amica spogliarellista al Gold Club di Baton Rouge. A seguito del successo ottenuto in quel numero, il proprietario del locale le propose di scritturarla anche se minorenne. Intraprese quindi l'attività di spogliarellista con il nome d'arte di Stormy Daniels. Scelse di chiamarsi così prendendo spunto dal nome della figlia di Nikki Sixx, bassista dei Mötley Crüe, a cui aggiunse il cognome Daniels vedendo una pubblicità del whiskey Jack Daniel's.

### Carriera pornografica
Nel mese di luglio 2002 venne scelta come protagonista del film Heat, prodotto da Wicked Pictures in cui è presente la sua prima scena lesbo. A settembre dello stesso anno firmò un contratto in esclusiva con la stessa casa di produzione. Nel 2004 ha vinto il premio cinematografico Best New Starlet Award di AVN. Dallo stesso anno ha iniziato la sua attività di regista, iniziando a curare la direzione di alcuni film prodotti da Wicked Pictures.
Il 18 gennaio 2014 è stata inserita nella Hall of Fame di AVN. Ottiene inoltre quattordici nomination come regista agli AVN Awards più una come attrice per la migliore scena di sesso sicuro per la sua interpretazione, insieme a Brendon Miller, in First Crush. Dal 16 aprile dello stesso anno compare anche nella Hall of Fame di XRCO. Nel 2018 è protagonista del tour Make America Horny Again, in cui si esibisce all'interno di diversi strip club statunitensi. È stata inoltre scelta per condurre l'edizione 2019 e, successivamente, del 2020 degli XBIZ Awards. Nel 2022 ha firmato un contratto con la Wicked e ha diretto il thriller erotico Hysteria. Ha girato oltre 300 scene e ha un grande tatuaggio sopra il pube, oltre ad una tiara sul polso destro.

### Apparizioni in altri film
Nel 2002 apparve in una puntata di Real Sex, serie trasmessa da HBO, in cui la si vede partecipare al concorso Miss Nude Great Plains del 2001. Nel 2005 comparve poi nel film 40 anni vergine. Nel 2007, interpretò un ruolo come spogliarellista in due episodi dello show Dirt e come ballerina di lap dance nel film Molto incinta. Nello stesso anno apparve, come ballerina, anche nel video musicale della canzone Wake Up Call dei Maroon 5.

### La possibile candidatura per il Senato in Louisiana (2010)
Nel 2009 un gruppo di fan propose di candidare Clifford alle elezioni per il Senato americano in Louisiana del 2010. Clifford ha quindi formato, il 21 maggio dello stesso anno, un comitato esplorativo. Ad aprile 2010 l'attrice si è formalmente dichiarata candidata repubblicana. Clifford ha inoltre aggiunto di essere stata una democratica registrata per tutta la vita, ma che i suoi valori libertari erano meglio espressi dal partito repubblicano. Come candidata ha svolto diversi tour di ascolto in giro per la Louisiana, concentrandosi sulle tematiche legate all'economia, alla figura delle donne negli affari e alla protezione dei minori. Ha inoltre affermato che in caso di elezione avrebbe probabilmente interrotto l'attività di attrice pornografica. Il 15 aprile 2010 ha annunciato definitivamente il ritiro della sua candidatura.

## Vita privata
Dal 2003 al 2005 è stata sposata con l'attore Pat Myne. Nel 2005 è diventata legalmente la moglie dell'attore Michael Mosny, da cui ha divorziato nel 2009. Nel 2010 lei e l'attore Brendon Miller si sono sposati. La coppia ha avuto una figlia, nata a gennaio 2011. Appassionata da sempre di cavalli, ha vinto diversi nastri blu in occasione di eventi equestri.

## Controversie

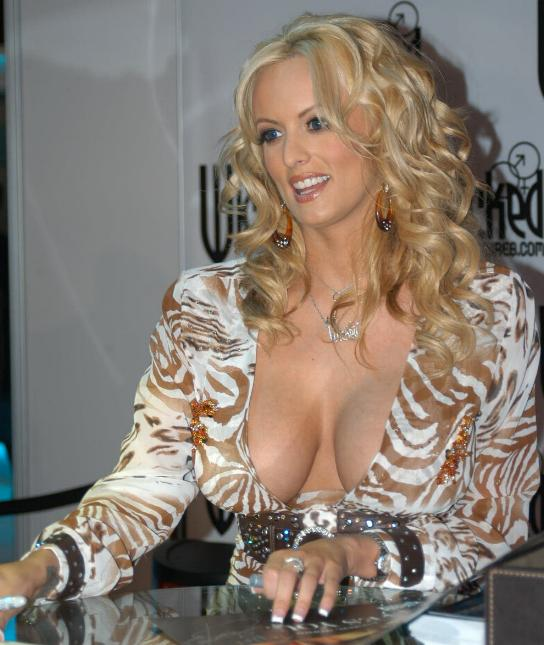
Stormy Daniels nel 2007

### Accuse di violenza domestica nei confronti del marito (2006)
Nel 2006 venne arrestata dalla polizia di Tampa e multata 1.000 $. Durante una discussione per alcune bollette non pagate, nel tentativo di prendere le chiavi dell'auto che suo marito aveva in mano, l'attrice lo avrebbe ripetutamente colpito. Le accuse nei confronti di Clifford sono state poi ritirate dallo stesso.

### Dispute legali con Donald Trump (2018)

#### La causa per l'annullamento dell'accordo di riservatezza
Il 12 gennaio 2018 il The Wall Street Journal riferì che il legale personale del presidente degli USA Donald Trump Michael Cohen avrebbe pagato nell'ottobre 2016 (un mese prima delle elezioni presidenziali) all'attrice 130000 $ per non divulgare la notizia di un incontro a carattere sessuale tra Trump e Clifford avvenuto nel 2006. Cohen ha inizialmente smentito la ricostruzione, ma il 13 febbraio dello stesso anno ammise pubblicamente di aver pagato all'attrice 130000 $ con propri fondi. Lo stesso legale ha aggiunto di non essere stato rimborsato dalla Trump Organization o dalla campagna presidenziale di Trump del 2016.
In risposta alle dichiarazioni di Cohen, gli avvocati dell'attrice sostennero che Clifford non fosse più vincolata dall'accordo. Il 6 marzo 2018 l'attrice intentò quindi una causa presso la Corte Superiore della California per chiedere l'invalidità dell'accordo, sostenendo tra l'altro che lo stesso non sarebbe stato mai firmato da Trump. Il giorno successivo NBC News riferì che Cohen aveva avviato il 27 febbraio dello stesso anno a Los Angeles un arbitrato privato, ottenendo un ordine restrittivo nei confronti di Clifford, che dovrà affrontare sanzioni se parla in pubblico della presunta relazione con Trump.
Il 25 marzo 2018, nel corso di un'intervista alla CBS, Clifford affermò di aver avuto un incontro con Trump, nel corso del quale avrebbe avuto un rapporto sessuale e l'avrebbe sculacciato con una copia di Forbes. I due si sarebbero incontrati in privato una seconda volta, ma senza avere rapporti. L'attrice ha inoltre sostenuto di aver firmato sotto pressione false affermazioni e di aver ricevuto minacce mentre era a Las Vegas in compagnia della figlia. Il 5 aprile dello stesso anno Trump ha dichiarato di non aver mai saputo dell'esistenza dell'accordo stipulato nel 2016 con Clifford.
Il 9 aprile 2018 l'FBI effettuò per conto del Procuratore degli Stati Uniti per il Distretto Meridionale di New York una perquisizione nell'ufficio di Cohen, sequestrando anche materiale che riguarda i pagamenti a Clifford. Il 27 aprile dello stesso anno, un giudice della California sospese la causa dell'attrice contro il legale di Trump per 90 giorni poiché lo stesso Cohen affermerebbe il suo diritto a ricorrere al quinto emendamento per non auto incriminarsi. A maggio dello stesso anno Rudy Giuliani, avvocato personale di Trump, affermò che quest'ultimo avrebbe rimborsato a Cohen il pagamento dei 130000 $ a Clifford, che sarebbe stato effettuato per proteggere la famiglia di Trump da una accusa personale e falsa.

#### La causa civile per diffamazione
Ad aprile 2018 il legale dell'attrice annunciò una ricompensa di 131000 $ per chi avesse fornito informazioni su di un uomo che, nel 2011, avrebbe aggredito verbalmente la sua cliente intimandole di lasciare stare Trump. All'annuncio dell'avvocato fece seguito il commento del presidente americano, che su Twitter definì l'iniziativa come "una truffa", basata su un identikit che sarebbe stato diffuso anni dopo e che ritrarrebbe "un uomo che non esiste".
L'attrice avviò quindi nello stesso mese a New York una causa civile contro Donald Trump per diffamazione, che è stata respinta a ottobre 2018. Secondo il giudice il commento di Trump rappresenta "una iperbole normalmente associata con la politica", protetta dal primo emendamento della Costituzione, che garantisce la libertà di parola. Contro la decisione della corte, il legale dell'attrice ha annunciato ricorso.

### Accusa e arresto per violazione della legge dell'Ohio che vieta alle spogliarelliste di toccare il pubblico (2018)
L'11 luglio 2018 l'attrice è stata arrestata mentre si esibiva nel suo spettacolo Make America Horny Again in uno strip club a Columbus, nell'Ohio. Clifford è stata accusata di aver toccato tre poliziotti in borghese, violando una legge statale secondo cui le spogliarelliste non possono toccare il proprio pubblico mentre sono nude o semi-nude. L'attrice ha successivamente pagato una cauzione di 6054 $ ed è uscita di prigione; le accuse nei suoi confronti sono state poi ritirate.

## Riconoscimenti
- AVN Awards
  - 2004 – Best New Starlet[42]
  - 2006 – AVN Award for Best Supporting Actress per Camp Cuddly Pines Powertool Massacre[43]
  - 2006 – Best Screenplay per Camp Cuddly Pines Powertool Massacre[44]
  - 2007 – Contract Star of the Year[45]
  - 2008 – The Jenna Jameson Crossover Star of the Year[46]
  - 2014 – Hall of Fame- Video Branch[47]
  - 2019 – Mainstream Star of The Year[48]
  - 2020 – Mainstream Venture of The Year per "Full Disclosoure" Memoir[49]
- XBIZ Awards
  - 2008 – Crossover Female Star[50]
  - 2009 – ASACP Service Recognition Award[51]
  - 2016: Director Of The Year - Feature Release per Wanted[52]
  - 2019 – Crossover Star Of The Year[53]
- XRCO Award
  - 2006 – Mainstream Adult Media Favorite[54]
  - 2008 – Mainstream Adult Media Favorite[55]
  - 2008 – Best Director – Features[56]
  - 2014 – Hall Of Fame[57]
- F.A.M.E. Awards
  - 2006 – Favorite Breasts (Fan Award)[58]
  - 2007 – Favorite Breasts (Fan Award)[59]
  - 2008 – Favorite Director (Fan Award)[60]
  - 2009 – Favorite Breasts (Fan Award)[61]

## Filmografia parziale

### Attrice
- Sea Sluts 5 (2000)
- About a Woman (2002)
- American Girls 2 (2002)
- Angels Of Mercy (2002)
- Behind the Scenes of Dripping Wet Sex 1 (2002)
- Best Friends (2002)
- Bigger Is Better (2002)
- Busty Beauties 2 (2002)
- Class Act (2002)
- Cupid's Arrow (2002)
- Dripping Wet Sex 4 (2002)
- Dumb Blonde (2002)
- Falling From Grace (2002)
- Finally Legal 7 (2002)
- Grand Opening (2002)
- Heat (2002)
- Hell On High Heels (2002)
- Hot Showers 6 (2002)
- Island Fever 2 (2002)
- Love Potion 69 (2002)
- Mind Phuk (2002)
- Naughty Pink (2002)
- Not a Romance (2002)
- Porn Star (2002)
- Pussy Sweat (2002)
- Reflections (2002)
- Sex Secrets Of A Centerfold (2002)
- Splendor (2002)
- Trailer Trash Nurses 6 (2002)
- Voluptuous 3 (2002)
- When The Boyz Are Away The Girlz Will Play 7 (2002)
- Young Fun (2002)
- Adult Video News Awards 2003 (2003)
- All Anal 1 (2003)
- Beautiful (2003)
- Eager Beavers (2003)
- Island Girls (2003)
- Kink (2003)
- Lost And Found (2003)
- Naked Hollywood 17: Lights, Camera, Action (2003)
- Photo Club (2003)
- Pin-ups (2003)
- Princess (2003)
- Ron Jeremy on the Loose: Atlantic City (2003)
- Skin Deep (2003)
- Space Nuts (2003)
- Suspicious Minds (2003)
- Swirl (2003)
- Without You (2003)
- Adult Video News Awards 2004 (2004)
- Art Of Oral Group Sex (2004)
- Award Winning Sex Scenes (2004)
- Band Camp (2004)
- Best of Jessica Drake (2004)
- Cargo (2004)
- Highway (2004)
- I Know What You Did Last Night (2004)
- Lickity Slit (2004)
- Love Those Curves (2004)
- Matrix Pornstars (2004)
- Perfect Stormy (2004)
- Porking With Pride 2 (2004)
- Portrait (2004)
- Say Aloha To My A-hola (2004)
- Slave To Love (2004)
- Viewer Discretion (2004)
- Wicked Divas: Julia Ann (2004)
- Wicked Divas: Stormy (2004)
- Adult Video News Awards 2005 (2005)
- American Dreams (2005)
- Camp Cuddly Pines Power Tool Massacre (2005)
- Closer (2005)
- Eternity (2005)
- Forever Stormy (2005)
- Guide to Eating Out (2005)
- Internal Affairs (2005)
- Jenna's Star Power (2005)
- Lettin' Her Fingers Do The Walking (2005)
- Lovers Lane (2005)
- Lust Connection (2005)
- Monster Tits (2005)
- Neighbors (2005)
- Revenge of the Dildos (2005)
- Second Thoughts (2005)
- Secrets of the Velvet Ring (2005)
- What's A Girl Gotta Do (2005)
- Breast Obsessed (2006)
- Missionary Impossible (2006)
- On Golden Blonde (2006)
- Sleeping Around (2006)
- Taken (2006)
- Three Wishes (2006)
- Watching Samantha (2006)
- What Are Friends For (2006)
- Young and Anal 1 (2006)
- Black Widow (2007)
- Blonde Legends (2007)
- Driven (2007)
- Last Night (2007)
- Muse (2007)
- One (2007)
- Operation: Desert Stormy (2007)
- Potty Mouth (2007)
- Predator 1 (2007)
- Saturday Night Beaver (2007)
- School's Out (2007)
- Star 69: DD (2007)
- Bound (II) (2008)
- Breast Side Story (2008)
- Frosty The Snow Ho (2008)
- One Wild And Crazy Night (2008)
- Predator 2 (2008)
- Two (2008)
- Wicked (2008)
- Chicks Gone Wild 5 (2009)
- Dirty Minds (2009)
- Forbidden (2009)
- Fuck Face (II) (2009)
- House of Wicked (2009)
- Lifestyle (2009)
- Model Behavior (2009)
- Operation: Tropical Stormy (2009)
- Predator 3 (2009)
- Price of Lust (2009)
- Reinvented (2009)
- Titter (2009)
- Tormented (2009)
- Chatroom (2010)
- Date Night (2010)
- Fairy Tale (2010)
- Partly Stormy (2010)
- Sex Lies and Spies (2010)
- Sex Therapy (2010)
- What Went Wrong (2010)
- Whatever It Takes (2010)
- Escort (2011)
- Happy Endings (2011)
- Life of Riley (2011)
- Wicked Digital Magazine 3 (2011)
- Wicked Digital Magazine 4 (2011)
- Blow (2012)
- Cuntry Girls (2012)
- First Crush (2012)
- Immortal Love (2012)
- Perfect Partner (2012)
- Sexpionage (2012)
- Snatched (2012)
- Tuna Helper (2012)
- Unfaithful (2012)
- Change Of Heart (2013)
- Divorcees (2013)
- Talking Shop (2013)

### Regista
- One Night In Vegas (2004)
- Second Thoughts (2005)
- Stormy Daniels' Private Eyes (2005)
- For Love, Money Or A Green Card (2006)
- Gossip (2006)
- Sleeping Around (2006)
- Three Wishes (2006)
- Operation: Desert Stormy (2007)
- Predator 1 (2007)
- One Wild And Crazy Night (2008)
- Predator 2 (2008)
- Dirty Minds (2009)
- Forbidden (2009)
- Lifestyle (2009)
- Operation: Tropical Stormy (2009)
- Predator 3 (2009)
- Price of Lust (2009)
- Reinvented (2009)
- Whack Job (2009)
- Chatroom (2010)
- Honeymoon (2010)
- Love in an Elevator (2010)
- Partly Stormy (2010)
- Sex Therapy (2010)
- Whatever It Takes (2010)
- Blind Date (2011)
- Escort (2011)
- Fate of Love (2011)
- Girlfriend for Hire (2011)
- Happy Endings (2011)
- Heart Strings (2011)
- In Your Dreams (2011)
- Inside Job (2011)
- Teachers Pet (2011)
- Blow (2012)
- Immortal Love (2012)
- Perfect Partner (2012)
- Snatched (2012)
- Unfaithful (2012)
- Change Of Heart (2013)
- Divorcees (2013)
- If You Only Knew (2013)
- Talking Shop (2013)
- Wanderlust (2013)
- Wanted (2015)